# ماري غابرييل في بافاريا
دوقة ماري غابرييل في بافاريا (بالإنجليزية: Duchess Marie Gabrielle in Bavaria)‏ (و. 1878 – 1912 م) هي أرستقراطية من الإمبراطورية الألمانية، ولدت في بحيرة تيغرنزيه، توفيت عن عمر يناهز 34 عاماً، بسبب قصور كلوي.